# Happenings

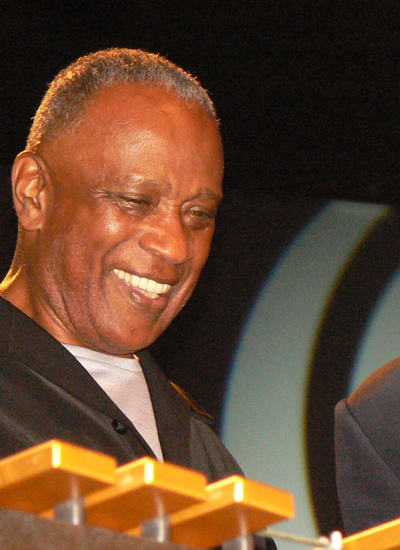
Bobby Hutcherson lors d'un concert en 2007

Happenings est un album du vibraphoniste de jazz Bobby Hutcherson, enregistré le 6 février 1966 et sorti en 1967 sur le label Blue Note.

## L'album

### Titres
Toutes les compositions sont de Bobby Hutcherson, sauf indication contraire.
1. Aquarian Moon (7:45)
2. Bouquet (8:10)
3. Rojo (6:03)
4. Maiden Voyage (Herbie Hancock) (5:49)
5. Head Start (5:16)
6. When You Are Near (3:51)
7. The Omen (6:59)

## Musiciens
- Bobby Hutcherson : vibraphone
- Herbie Hancock : piano
- Bob Cranshaw : contrebasse
- Joe Chambers : batterie